# Sellos de Rusia en 2014
Los sellos de Rusia en el año 2014 fueron puestos en circulación por Pochta Rossii (Почта России), la administración postal rusa. En total se emitieron 147 sellos postales (16 en hoja bloque), comprendidos en 61 series filatélicas con temáticas diversas.

## Descripción
| Imagen                                                    | Fecha de emisión | Nombre del sello (descripción) | Dimensiones (mm)                 | Valor facial (en rublos) |
| --------------------------------------------------------- | ---------------- | --- | -------------------------------- | ------------------------ |
|                                                           | 09.01            | «150º aniversario del nacimiento de V. A. Steklov» 1) Retrato del matemático y físico Vladímir Steklov y la fórmula de la función que lleva su nombre | 42,0 × 30,0                      | 15,00                    |
|                                                           | 24.01            | «XXII Juegos Olímpicos de Invierno en Sochi – Deportes» 1) Biatlón | 37,0 × 37,0                      | 25,00                    |
|                                                           | 24.01            | 2) Bobsleigh | 37,0 × 37,0                      | 25,00                    |
|                                                           | 24.01            | 3) Esquí alpino | 37,0 × 37,0                      | 25,00                    |
|                                                           | 24.01            | 4) Curling | 37,0 × 37,0                      | 25,00                    |
|                                                           | 24.01            | 5) Combinada nórdica | 37,0 × 37,0                      | 25,00                    |
|                                                           | 24.01            | 6) Esquí de fondo | 37,0 × 37,0                      | 25,00                    |
|                                                           | 24.01            | 7) Salto en esquí | 37,0 × 37,0                      | 25,00                    |
|                                                           | 24.01            | 8) Luge | 37,0 × 37,0                      | 25,00                    |
|                                                           | 24.01            | 9) Skeleton | 37,0 × 37,0                      | 25,00                    |
|                                                           | 24.01            | 10) Patinaje de velocidad | 37,0 × 37,0                      | 25,00                    |
|                                                           | 24.01            | 11) Snowboard | 37,0 × 37,0                      | 25,00                    |
|                                                           | 24.01            | 12) Patinaje artístico | 37,0 × 37,0                      | 25,00                    |
|                                                           | 24.01            | 13) Esquí acrobático | 37,0 × 37,0                      | 25,00                    |
|                                                           | 24.01            | 14) Hockey sobre hielo | 37,0 × 37,0                      | 25,00                    |
|                                                           | 24.01            | 15) Patinaje de velocidad sobre pista corta | 37,0 × 37,0                      | 25,00                    |
|                                                           | 24.01            | «Serie básica» 1) El Kremlin de Astracán | 38,0 × 23,0                      | 1,00                     |
|                                                           | 24.01            | 2) El Kremlin de Zaraisk | 38,0 × 23,0                      | 1,50                     |
|                                                           | 24.01            | 3) El Kremlin de Kazán | 38,0 × 23,0                      | 2,00                     |
|                                                           | 24.01            | 4) El Kremlin de Kolomna | 38,0 × 23,0                      | 2,50                     |
|                                                           | 24.01            | 5) El Kremlin de Rostov | 38,0 × 23,0                      | 3,00                     |
|                                                           | 24.01            | 6) El Kremlin de Nizhni Nóvgorod | 38,0 × 23,0                      | 4,00                     |
|                                                           | 24.01            | 7) El Kremlin de Nóvgorod | 38,0 × 23,0                      | 5,00                     |
|                                                           | 24.01            | 8) El Kremlin de Pskov | 38,0 × 23,0                      | 6,00                     |
|                                                           | 24.01            | 9) El Kremlin de Moscú | 38,0 × 23,0                      | 10,00                    |
|                                                           | 24.01            | 10) El Kremlin de Riazán | 38,0 × 23,0                      | 25,00                    |
|                                                           | 31.01            | «Premios estatales de la Federación de Rusia» 1) La insignia de la Orden de Ushakov | 32,5 × 65,0                      | 25,00                    |
|                                                           | 31.01            | 2) La insignia de la Orden de Zhúkov | 32,5 × 65,0                      | 25,00                    |
|                                                           | 31.01            | 3) La insignia de la Orden de Kutúzov | 32,5 × 65,0                      | 25,00                    |
|                                                           | 07.02            | «XXII Juegos Olímpicos de Invierno en Sochi» (HB) 1) La medalla de bronce de los Juegos En la hoja bloque se reproduce el código QR de la pág. web oficial de los Juegos y una vista de las montañas de Krásnaya Poliana | 37,0 × 26,0 (136 × 80)           | 25,00                    |
|                                                           | 07.02            | 2) La medalla de plata de los Juegos | 37,0 × 26,0 (136 × 80)           | 50,00                    |
|                                                           | 07.02            | 3) La medalla de oro de los Juegos | 26,0 × 37,0                      | 75,00                    |
|                                                           | 13.02            | «150 años del Zoológico de Moscú» (HB) 1) Vista de la entrada principal del Zoológico de Moscú En la hoja bloque se ven dibujos de diferentes animales de un zoológico | 50,0 × 37,0 (107 × 80)           | 40,00                    |
|                                                           | 21.02            | «Héroe de la Federación Rusa» 1) El general Mijaíl Molofeyev, muerto en enero de 2000 en una misión militar en Grozni | 42,0 × 30,0                      | 15,00                    |
|                                                           | 21.02            | 2) El mayor Alexandr Perov, muerto en el atentado terrorista contra una escuela de Beslán en 2004 | 42,0 × 30,0                      | 15,00                    |
|                                                           | 21.02            | 3) El rescatista Andrei Rozhkov, muerto el 22 de abril de 1998 durante una inmersión en las aguas del océano Ártico para probar nuevos equipos de buceo de rescate | 42,0 × 30,0                      | 15,00                    |
|                                                           | 21.02            | 4) El teniente Andrei Turkin, muerto en el atentado terrorista contra una escuela de Beslán en 2004 | 42,0 × 30,0                      | 15,00                    |
|                                                           | 21.02            | 5) El mayor Viktor Chechvi, muerto el 27 de diciembre de 1999 en una operación antiterrorista en el Cáucaso Norte | 42,0 × 30,0                      | 15,00                    |
|                                                           | 07.03            | «XI Juegos Paralímpicos de Invierno en Sochi» (HB) 1) La medalla de bronce de los Juegos En la hoja bloque se reproduce el código QR de la pág. web oficial de los Juegos y una vista de las montañas de Krásnaya Poliana | 37,0 × 26,0 (136 × 80)           | 25,00                    |
| 2) La medalla de plata de los Juegos                      | 07.03            | 50,00 | 37,0 × 26,0 (136 × 80)           |                          |
| 3) La medalla de oro de los Juegos                        | 07.03            | 26,0 × 37,0 | 75,00                            |                          |
|                                                           | 07.03            | «100º aniversario del nacimiento del pintor A. M. Gritsai» (HB) 1) El cuadro Jardín de verano ("Летний сад", 1956) del pintor Alexei Gritsai En la hoja bloque se ve una imagen del pintor | 50,0 × 42,0 (113 × 84)           | 50,00                    |
|                                                           | 14.03            | «Flora de Rusia – Flores silvestres» 1) El epilobio (Chamaenerion angustifolium) | 37,0 × 37,0                      | 15,00                    |
|                                                           | 14.03            | 2) El lupino (Lupinus polyphyllus) | 37,0 × 37,0                      | 15,00                    |
|                                                           | 14.03            | 3) La achicoria común (Cichorium intybus) | 37,0 × 37,0                      | 15,00                    |
|                                                           | 14.03            | 4) La manzanilla (Matricaria chamomilla) | 37,0 × 37,0                      | 15,00                    |
|                                                           | 28.03            | «100º aniversario del nacimiento del piloto M. L. Gallai» 1) Retrato del piloto de pruebas Mark Gallai y un bombardero estratégico Miasíshchev M-3 | 42,0 × 30,0                      | 15,00                    |
|                                                           | 18.04            | «70 años de la liberación de Rusia, Bielorrusia y Ucrania de los invasión nazi» (HB) 1) Diseño alusivo que muestra a civiles saludando a los soldados del Ejército Rojo tras la liberación de la URSS de la invasión nazi | 58,0 × 26,0 (148 × 70)           | 50,00                    |
|                                                           | 18.04            | «Historia de la aviación - Ataques tarán» La foto de un piloto soviético de la Segunda Guerra Mundial y un dibujo de un ataque tarán (emboscada directa) que ilustra el derribo de cazas alemanes 1) El piloto Piotr Yeremeyev | 65,0 × 32,5                      | 15,00                    |
|                                                           | 18.04            | 2) La piloto Ekaterina Zelenko | 65,0 × 32,5                      | 15,00                    |
|                                                           | 18.04            | 3) El piloto Borís Kovzan | 65,0 × 32,5                      | 15,00                    |
|                                                           | 18.04            | 4) El piloto Alekséi Jlobistov | 65,0 × 32,5                      | 15,00                    |
|                                                           | 25.04            | «Armas de la victoria – Artillería» 1) El cañón antitanque M1937 (53-K) de 45 mm del año 1937 | 65,0 × 32,5                      | 12,00                    |
|                                                           | 25.04            | 2) El cañón de campaña M1942 (ZiS-3) de 76 mm del año 1942 | 65,0 × 32,5                      | 15,00                    |
|                                                           | 25.04            | 3) El cañón antiaéreo de 85 mm (52-K) del año 1939 | 65,0 × 32,5                      | 18,00                    |
|                                                           | 25.04            | 4) El obús de 122 mm (M-30) del año 1938 | 65,0 × 32,5                      | 20,00                    |
|                                                           | 30.04            | «Europa» 1) Serie anual a cargo de PostEurop, ese año bajo el tema Instrumentos musicales; el sello muestra un hombre tocando una balalaika | 37,0 × 50,0                      | 18,00                    |
|                                                           | 05.05            | «Centenario del nacimiento de Yákov Zeldóvich» 1) Retrato del físico Yákov Zeldóvich | 42,0 × 30,0                      | 15,00                    |
|                                                           | 21.05            | «Arquitectura - Relojes de torre» 1) El Zytglogge en Berna y detalle del reloj astronómico | 37,0 × 37,0                      | 15,00                    |
|                                                           | 21.05            | 2) El reloj de la Estación de trenes de Kazán | 37,0 × 37,0                      | 20,00                    |
|                                                           | 04.06            | «Monumentos históricos-culturales» 1) La Torre de la Concordia en Magás (Ingusetia) | 37,0 × 37,0                      | 15,00                    |
|                                                           | 10.06            | «300º aniversario de la Oficina Postal de San Petersburgo» (HB) 1) El sello muestra el matasellos conmemorativo y la hoja bloque una vista del edificio de la Oficina Postal de San Petersburgo | 33,0 × 33,0 –círculo– (118 × 81) | 50,00                    |
|                                                           | 19.06            | «Regiones rusas» Dos vistas de la península de Crimea 1) El castillo Nido de Golondrina y unos viñedos | 40,0 × 28,0                      | 15,00                    |
|                                                           | 20.06            | «Regiones rusas» Dos vistas de la ciudad de Sebastopol (Crimea) 1) El museo panorámico del Sitio de Sebastopol (1854-1855) y el Monumento a los Buques Hundidos | 28,0 × 40,0                      | 15,00                    |
|                                                           | 20.06            | «250 años de la fundación del Museo del Hermitage» (HB) 1) Vista aérea del Museo del Hermitage en San Petersburgo. La hoja bloque muestra un fragmento del cuadro Catalina II de paseo por el parque de Tsárskoye Seló (Екатерина II на прогулке в Царскосельском парке, 1794) del pintor Vladímir Borovikovski                             | 65,0 × 32,5 (134 × 81)           | 50,00                    |
|                                                           | 24.06            | «Escudo de la ciudad de Sérguiev Posad» 1) El escudo de la ciudad de Sérguiev Posad | 18,5 × 26,0                      | 10,50                    |
|                                                           | 26.07            | «100 años de la fábrica Barrikady» 1) Un misil balístico intercontinental Tópol M y la silueta de la fábrica Barrikady de Volgogrado | 37,0 × 37,0                      | 15,00                    |
|                                                           | 27.06            | «100º aniversario de la unión de Rusia y Tuvá» 1) El escudo de la República de Tuvá | 37,0 × 37,0 -romboide-           | 15,00                    |
|                                                           | 27.06            | «100º aniversario del nacimiento de Vladímir Cheloméi» 1) El científico Vladímir Cheloméi y un cohete Protón | 42,0 × 30,0                      | 15,00                    |
|                                                           | 02.07            | «El tren Baikal-Amur» (HB) 1) Un tren de la ruta Baikal-Amur. La hoja bloque muestra adicionalmente un mapa con la ruta del tren | 50,0 × 37,0 (90 × 68)            | 40,00                    |
|                                                           | 07.07            | «Premios estatales de la Federación de Rusia» 1) Medalla de oro del premio Héroe del Trabajo de la Federación de Rusia | 32,5 × 65,0                      | 25,00                    |
|                                                           | 07.07            | «Medallas por las batallas defensivas de 1941-1942» 1) La Medalla por la Defensa de Leningrado | 33,0 × 65,0                      | 25,00                    |
|                                                           | 07.07            | 2) La Medalla por la Defensa de Sebastopol | 33,0 × 65,0                      | 25,00                    |
|                                                           | 07.07            | 3) La Medalla por la Defensa de Stalingrado | 33,0 × 65,0                      | 25,00                    |
|                                                           | 07.07            | 4) La Medalla por la Defensa de Moscú | 33,0 × 65,0                      | 25,00                    |
|                                                           | 07.07            | «Tradiciones y modernidad» 1) Las banderas de Rusia y Bulgaria | 42,0 × 30,0                      | 15,00                    |
|                                                           | 28.07            | «Figuras políticas de América Latina» 1) El presidente Hugo Chávez y la bandera de Venezuela | 30,0 × 42,0                      | 15,00                    |
|                                                           | 31.07            | «Historia de la Primera Guerra Mundial» Cuatro pasajes de la Primera Guerra Mundial 1) La ofensiva Brusílov: retrato del general Alekséi Brusílov con oficiales del Estado Mayor y mapa con la ruta de la ofensiva | 50,0 × 37,0                      | 20,00                    |
|                                                           | 31.07            | 2) La ofensiva Osovets: contraataque de soldados del Ejército Ruso con máscaras antigás después de que las tropas de la Wehrmacht atacaran con gas cloro la Fortaleza de Osowiec (actual Polonia), y mapa de la fortaleza | 50,0 × 37,0                      | 20,00                    |
|                                                           | 31.07            | 3) El Cuerpo de Expedición del Ejército Ruso en Francia: brigada de infantería del Ejército Imperial Ruso enviada de misión a Francia en 1916, y mapa con la ruta efectuada | 50,0 × 37,0                      | 20,00                    |
|                                                           | 31.07            | 4) La batalla de Erzurum: Soldados rusos con armas capturadas al Ejército otomano durante la conquista de Erzurum, y mapa de la ofensiva | 50,0 × 37,0                      | 20,00                    |
|                                                           | 01.08            | «300 años de la victoria de la flota rusa en la batalla de Gangut» (HB) 1) El grabado Batalla de Gangut 27 de julio de 1714 (Баталия при Гангуте 27 июля 1714 г, 1722-1724) del pintor Mavriki Baku | 65,0 × 32,5 (96 × 73)            | 50,00                    |
|                                                           | 01.08            | «Fauna de Rusia – Gatos silvestres» 1) El manul (Otocolobus manul) | 65,0 × 32,5                      | 15,00                    |
|                                                           | 01.08            | 2) El gato montés (Felis silvestris) | 65,0 × 32,5                      | 16,00                    |
|                                                           | 01.08            | 3) El gato montés del Amur (Prionailurus bengalensis euptilurus) | 65,0 × 32,5                      | 17,00                    |
|                                                           | 01.08            | 4) El gato de la jungla (Felis chaus) | 65,0 × 32,5                      | 18,00                    |
|                                                           | 08.08            | «Medallas por las batallas defensivas de 1941-1942» 1) La Medalla por la Defensa del Cáucaso | 33,0 × 65,0                      | 25,00                    |
|                                                           | 08.08            | 2) La Medalla por la Defensa de Kiev | 33,0 × 65,0                      | 25,00                    |
|                                                           | 08.08            | 3) La Medalla por la Defensa de Odesa | 33,0 × 65,0                      | 25,00                    |
|                                                           | 08.08            | 4) La Medalla por la Defensa del Ártico Soviético | 33,0 × 65,0                      | 25,00                    |
|                                                           | 22.08            | «75 años de la victoria de las tropas soviético-mongolas sobre los agresores japoneses» 1) La medalla Jaljin Gol en conmemoración de la batalla de Jaljin Gol | 37,0 × 37,0 -romboide-           | 15,00                    |
|                                                           | 22.08            | «100 aniversario de la ciudad de Kizil» 1) El Museo Nacional de la República de Tuvá Aldan Maadyr y el escudo de la ciudad de Kizil | 42,0 × 30,0                      | 15,00                    |
|                                                           | 26.08            | «Armada de Rusia» 1) El rompehielos Vitus Bering | 50,0 × 37,0                      | 15,00                    |
|                                                           | 26.08            | 2) El remolcador Sadko | 50,0 × 37,0                      | 15,00                    |
|                                                           | 28.08            | «Ciudades de Gloria Militar» Seis ciudades rusas que portan la distinción honorífica "Ciudad de Gloria Militar", en el sello se ve el nombre de la respectiva ciudad acompañado del emblema de la insignia 1) Anapa | 37,0 × 37,0                      | 20,00                    |
|                                                           | 28.08            | 2) Vladivostok | 37,0 × 37,0                      | 20,00                    |
|                                                           | 28.08            | 3) Kovrov | 37,0 × 37,0                      | 20,00                    |
|                                                           | 28.08            | 4) Kólpino | 37,0 × 37,0                      | 20,00                    |
|                                                           | 28.08            | 5) Stary Oskol | 37,0 × 37,0                      | 20,00                    |
|                                                           | 28.08            | 6) Tijvin | 37,0 × 37,0                      | 20,00                    |
|                                                           | 01.09            | «Historia de los uniformes rusos» 1) Un diak del Prikaz Yamskoi (oficina de postas) y un cartero (año 1671) | 32,5 × 65,0                      | 15,00                    |
|                                                           | 01.09            | 2) Un oficial de la Oficina Yamskoi y un cartero (año 1767) | 32,5 × 65,0                      | 15,00                    |
|                                                           | 01.09            | 3) Un jefe de correos y una telegrafista (año 1870) | 32,5 × 65,0                      | 15,00                    |
|                                                           | 01.09            | 4) Un cartero y una telefonista (año 1950) | 32,5 × 65,0                      | 15,00                    |
|                                                           | 03.09            | «450 años de la imprenta en Rusia» 1) Reproducción de la primera impresión del libro eclesiástico Apóstol del año 1564 | 50,0 × 37,0                      | 15,00                    |
|                                                           | 05.09            | «Patrimonio Mundial Cultural de Rusia» (HB) 1) La Iglesia de la Ascensión de Kolómenskoye | 30,0 × 42,0 (71 × 85)            | 45,00                    |
|                                                           | 16.09            | «700 años del nacimiento de San Sergio de Radonezh» (HB) 1) la hoja bloque consiste en una composición que muestra al santo Sergio de Rádonezh con un grupo de creyentes de procesión, al fondo se ve la silueta del Monasterio de la Trinidad y San Sergio                                                                                 | 50,0 × 37,0 (140 × 80)           | 70,00                    |
|                                                           | 18.09            | «Centro Principal de Comunicación Especial» 1) El logotipo y el edificio del Centro Principal de Comunicación Especial, ubicado en Moscú | 42,0 × 30,0                      | 18,00                    |
|                                                           | 25.09            | «Emblemas de los sujetos y las ciudades de la Federación Rusa - Krai de Krasnodar» (HB) 1) El escudo de la ciudad de Krasnodar. La hoja bloque muestra el escudo del krai de Krasnodar y su ubicación en un mapa de Rusia | 30,0 × 42,0 (90 × 60)            | 50,00                    |
|                                                           | 07.10            | «Rusia, campeona del Mundo de hockey sobre hielo 2014» 1) Dos jugadres de hockey sobre hielo de la selección rusa celebrando el título en el Mundial de 2014 y el logotipo de la Comunidad Regional en el Área de Comunicaciones | 65,0 × 32,5                      | 20,00                    |
|                                                           | 12.10            | «Aves» 1) El gavilán común (Accipiter nisus) | 42,0 × 30,0                      | 15,00                    |
|                                                           | 12.10            | 2) El águila pescadora (Pandion haliaetus) | 42,0 × 30,0                      | 18,00                    |
|                                                           | 12.10            | «Campeonato Mundial de Fórmula 1 - Gran Premio de Rusia» 1) Un coche de carreras en el Autódromo de Sochi, de fondo el Palacio de Patinaje Iceberg | 65,0 × 32,5                      | 15,00                    |
|                                                           | 15.10            | «200 años del nacimiento de Mijail Lermontov» (HB) 1) Retrato del escritor y poeta Mijail Lermontov y detalle de su litografía Vista de la montaña de las Cruces desde el valle cerca de Kobi (Вид Крестовой горы из ущелья близ Коби, 1837) En la hoja bloque se ve un fragmento de su poema Sashka (1836) con anotaciones e ilustraciones | 52,0 × 37,0 (123 × 98)           | 50,00                    |
|                                                           | 21.10            | «Escudo de Sochi» 1) El escudo de Sochi | 18,5 × 26,0                      | 15,00                    |
|                                                           | 24.10            | «Caballeros de la Orden de San Andrés» 1) El militar Mijaíl Kaláshnikov y la insignia de la Orden de San Andrés | 50,0 × 30,0                      | 15,00                    |
|                                                           | 24.10            | 2) La soprano y actriz Galina Vishnevskaya y la insignia de la Orden de San Andrés | 50,0 × 30,0                      | 15,00                    |
|                                                           | 29.10            | «Sociedad Imperial Ortodoxa de Palestina» (HB) 1) Retrato de la religiosa gran duquesa Isabel Fiodorovna | 37,0 × 48,7 (126 × 92)           | 20,00                    |
| 2) El emblema de la Sociedad                              | 29.10            | | 37,0 × 48,7 (126 × 92)           | 20,00                    |
| 3) La sede de la Misión de San Sergio en Jerusalén        | 29.10            | | 37,0 × 48,7 (126 × 92)           | 20,00                    |
|                                                           | 07.11            | «Fauna de Rusia – Felinos» 1) El leopardo de las nieves (Uncia uncia) | 65 х 32,5                        | 15,00                    |
|                                                           | 07.11            | 2) El leopardo del Amur (Panthera pardus orientalis) | 65 х 32,5                        | 18,00                    |
|                                                           | 07.11            | 3) El tigre siberiano (Panthera tigris altaica) | 65 х 32,5                        | 20,00                    |
|                                                           | 13.11            | «100 años del nacimiento de Gueorgui Babakin» 1) El ingeniero y diseñador Gueorgui Babakin e imagen de la nave espacial Luna-17 | 42,0 × 30,0                      | 15,00                    |
|                                                           | 25.11            | «Copa Mundial de la FIFA Brasil 2014» (HB) 1) El balón oficial de la Copa Mundial de Fútbol de 2014. La hoja bloque muestra el diagrama de un campo de fútbol y la mascota del evento | 33,0 × 33,0 –círculo– (107 × 60) | 50,00                    |
|                                                           | 25.11            | «Reserva Natural Nacional de la Biosfera Kerzhenski» 1) Una imagen de la reserva natural de Kerzhenski, ubicada en el óblast de Nizhni Nóvgorod | 58,0 × 26,0                      | 15,00                    |
|                                                           | 28.11            | «Artes decorativas de Rusia – Decoración de ventanas» 1) Decoración típica de Nizhni Nóvgorod (parte derecha) | 70,0 × 35,7 –triángulo–          | 20,00                    |
| 2) Decoración típica de Nizhni Nóvgorod (parte izquierda) | 28.11            | | 70,0 × 35,7 –triángulo–          | 20,00                    |
|                                                           | 28.11            | 3) Decoración típica de Pskov (parte derecha) | 70,0 × 35,7 –triángulo–          | 20,00                    |
| 4) Decoración típica de Pskov (parte izquierda)           | 28.11            | | 70,0 × 35,7 –triángulo–          | 20,00                    |
|                                                           | 02.12            | «Escudos de los sujetos y las ciudades de la Federación Rusa - Óblast de Tver» (HB) 1) El escudo de la ciudad de Tver En la hoja bloque se muestra el escudo del óblast de Tver y su ubicación en el mapa de Rusia | 30,0 × 42,0 (90 х 60)            | 50,00                    |
|                                                           | 03.12            | «Abogados prominentes de Rusia» 1) Fiódor Martens (1845-1909) | 37,0 × 37,0                      | 15,00                    |
|                                                           | 03.12            | 2) Serguéi Múromtsev (1850-1910) | 37,0 × 37,0                      | 15,00                    |
|                                                           | 03.12            | 3) Pável Yaguzhinski (1683-1736) | 37,0 × 37,0                      | 15,00                    |
|                                                           | 12.12            | «Arte contemporáneo de Rusia» Cuadros de seis pintores contemporáneos: 1) El Monumento a Alexandr Nevski en San Petersburgo (2013) del escultor A. Ignatov | 33,0 × 65,0                      | 15,00                    |
|                                                           | 12.12            | 2) El cuadro Primavera en Kolomenskoye ("Весна в Коломенском", 2002) del pintor I. Krivshinko | 50,0 × 37,0                      | 15,00                    |
|                                                           | 12.12            | 3) El cuadro Cerca de Rádonezh. Río Voria ("Близ Радонежа. Река Воря", 2005) del pintor A. Sytov | 50,0 × 37,0                      | 15,00                    |
|                                                           | 12.12            | 4) El cuadro Los muros del Kremlin de Pskov ("Стены Псковского кремля", 2011) del pintor S. Troshin | 50,0 × 50,0                      | 15,00                    |
|                                                           | 12.12            | 5) El cuadro Victoria de Peresvet ("Победа Пересвета", 2005) del pintor Pavel Ryzhenko | 50,0 × 50,0                      | 15,00                    |
|                                                           | 12.12            | 6) El cuadro Lila ("Сирень", 2010) del pintor P. Mineyevoi | 50,0 × 50,0                      | 15,00                    |
|                                                           | 12.12            | «¡Feliz Año Nuevo!» 1) Tres caballos en los colores de la bandera de Rusia | 50,0 × 37,0                      | 15,00                    |